# Ismet Hadžić
Ismet Hadžić (Tuzla, 7 de julio de 1954-Zagreb, 14 de julio de 2015) fue un futbolista croata que jugaba en la demarcación de defensa.

## Biografía
Con 18 años de edad debutó como futbolista con el FK Sloboda Tuzla de su país natal. Jugó en el club durante siete temporadas. En 1977 cosechó su mejor lugar en la Primera Liga de Yugoslavia, un tercer puesto que le dio lugar a jugar la Copa de la UEFA de 1978, cayendo derrotado ante la UD Las Palmas en la primera ronda —jugando Hadžić el partido de vuelta—. En 1980 fichó por el NK Dinamo Zagreb. Con el club croata consiguió sus primeros títulos: la Primera Liga de Yugoslavia en 1982, y la Copa de Yugoslavia en 1980 y 1983. Tras seis años en el club se fue traspasado al KF Priština de Kosovo, donde jugó tan solo dos partidos antes de retirarse a final de temporada.
Falleció el 14 de julio de 2015 en Zagreb a los 61 años de edad tras una larga batalla contra el cáncer.

## Selección nacional
Jugó un total de cinco partidos con la selección de fútbol de Yugoslavia. Debutó el 1 de abril de 1979 en un partido de clasificación para la Eurocopa de 1980 contra Chipre que acabó con victoria por 0-3. Su segundo y tercer partido con el combinado Yugoslavo también se disputaron en la clasificación de la Eurocopa, consiguiendo un resultado de 2-1 a favor y 3-1 en contra jugando contra Rumania y Noruega respectivamente. Su último partido lo jugó el 23 de abril de 1983 contra Francia en un encuentro amistoso que finalizó con 4-0 a favor del conjunto francés.

## Clubes
| Club             | País                 | Año         | Partidos | Goles |
| ---------------- | -------------------- | ----------- | -------- | ----- |
| FK Sloboda Tuzla | Bosnia y Herzegovina | 1972 - 1979 | 164      | 5     |
| NK Dinamo Zagreb | Croacia              | 1980 - 1986 | 115      | 0     |
| KF Priština      | RFS de Yugoslavia    | 1986 - 1987 | 2        | 0     |

## Palmarés

### Campeonatos nacionales
| Título                     | Club             | País    | Año  |
| -------------------------- | ---------------- | ------- | ---- |
| Primera Liga de Yugoslavia | NK Dinamo Zagreb | Croacia | 1982 |
| Copa de Yugoslavia         | NK Dinamo Zagreb | Croacia | 1980 |
| Copa de Yugoslavia         | NK Dinamo Zagreb | Croacia | 1983 |